# Bockwindmühle Beelitz

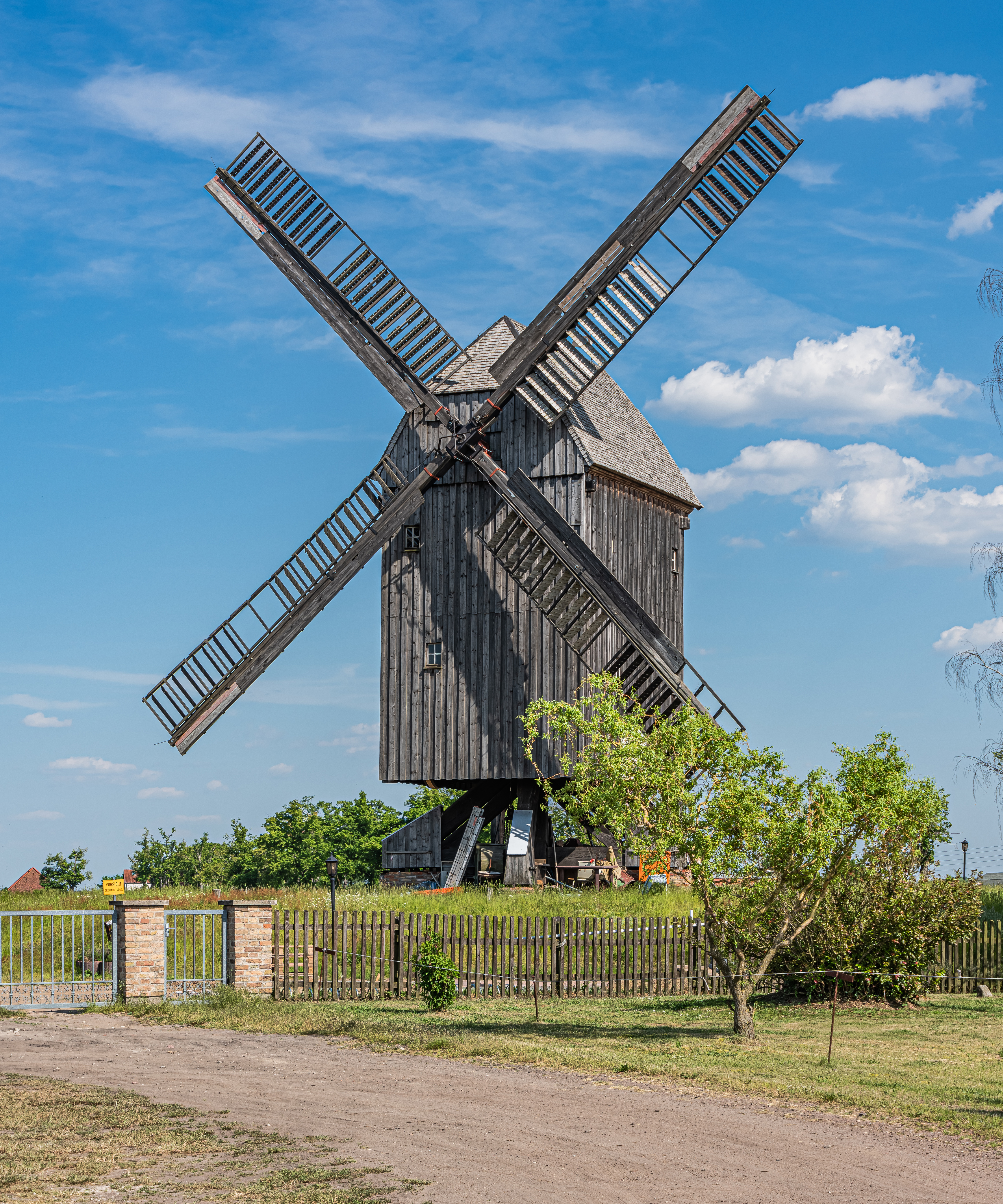
Bockwindmühle in Beelitz

Die Bockwindmühle Beelitz ist ein technisches Denkmal in Beelitz im Landkreis Potsdam-Mittelmark (Land Brandenburg).

## Geschichte
1792 errichtete der Müller Bernau eine Bockwindmühle. Sie wurde über viele Generationen hinweg von der Familie für das Mahlen von Getreide der umliegenden Bauern genutzt. In den 1930er Jahren erfolgte der Einbau eines elektrisch betriebenen Mahlwerks, gleichzeitig wurde das nicht mehr benötigte Rutenwerk entfernt. Seit 1950 wurde die Mühle kaum noch genutzt; 15 Jahre später der Betrieb endgültig eingestellt. Durch fehlende Instandhaltungsarbeiten setzte ein zunehmender Verfall des Bauwerks ein, der erst 2003 durch die Gründung eines Fördervereins gestoppt wurde. Ein Hauptziel war dabei die Wiederaufnahme des Mühlenbetriebs.
Es stellte sich heraus, dass der ursprüngliche Platz durch die zusätzliche Bebauung der letzten 200 Jahren für einen Wiederaufbau aus thermischer Sicht inzwischen eher ungünstig war. Da ohnehin ein erheblicher Teil der tragenden Konstruktion ersetzt werden musste, erwarb der Förderverein für den Wiederaufbau ein in der Nähe gelegenes, besser geeignetes Grundstück. In Abstimmung mit dem Landesamt für Verbraucherschutz, Landwirtschaft und Flurneuordnung des Landes Brandenburg wurde im Juli 2005 die Baugenehmigung erteilt. Zuvor wurden Mittel aus dem Förderprogramm LEADER+ der Europäischen Union für innovative Projekte im ländlichen Raum eingeworben.

### Erster Bauabschnitt
In einem Bauabschnitt wurde die vorhandene Mühle unter der Aufsicht einer Fachfirma aus Wittenburg demontiert. Das Kammrad war in einem derart schlechten Zustand, dass es neu hergestellt werden musste. Parallel hierzu wurde das neu erworbene Grundstück erschlossen und eingefriedet. Diese Arbeiten wurden Ende Oktober 2005 abgeschlossen.

### Zweiter Bauabschnitt
Der Boden am ursprünglichen Standort wurde im Zuge des zweiten Bauabschnittes renaturiert und dem Eigentümer Ende 2005 übergeben. Parallel hierzu wurde der neue Mühlenhügel aufgeschüttet und das Fundament für die neu zu errichtende Mühle errichtet. Diese Arbeiten wurden bis zum Frühjahr 2006 mit der gärtnerischen Gestaltung der Anlage abgeschlossen.

### Dritter Bauabschnitt
Am 7. April 2006 konnte der Grundstein für das neue Bauwerk gelegt werden. Bereits zwei Wochen später war die Hauptkonstruktion der Mühle errichtet, so dass die Baustatik erstmals überprüft wurde. Am 21. April 2006 konnte so Richtfest gefeiert werden. Wenige Wochen später wurde das neue Kammrad mit Welle angeliefert und montiert. Mitte Juli 2006 wurde die Gebäudehülle fertiggestellt, anschließend erfolgten ein Anstrich und eine Konservierung aller Bauteile. Der Innenausbau wurde am 31. Juli 2006 vollendet. Einen Monat später wurden die Ruten montiert und das gesamte Bauwerk am 4. August 2006 von der Bauaufsichtsbehörde abgenommen.

### Vierter Abschnitt
Im Probebetrieb zeigte sich, dass einige Montageelemente erneuert und weitere technische Anpassungen an der Mühle erforderlich waren: Die Mahlsteine mussten erneuert werden, gleichzeitig waren Anpassungen an der Welle notwendig. Im April 2007 konnte anlässlich eines Mühlenfestes der erste stabile Mühlenbetrieb präsentiert werden.

### Weitere Sanierungen
Der Förderverein hat 2020 mit Hilfe von Fördermitteln der EU und des Landes Brandenburg den Umbau der Scheune zum Servicegebäude realisiert, in dem Ausstellungen zum Handwerk der Müller besichtigt werden können und Veranstaltungen des Vereins stattfinden.

## Heutige Nutzung
Heute finden regelmäßig Veranstaltungen am Fuße der Bockwindmühle statt, zu denen die Besucher Einblick in Technik und Geschichte erhalten, vor allem zum Deutschen Mühlentag, zum Tag des offenen Denkmals im September und am vierten Advent, wenn der Verein einen kleinen Markt rund um die Mühle öffnet. Außerdem werden informelle Trauungen von Brautpaaren nach dem alten Ritus der „Vermehlung“ vom Bockwindmüller vorgenommen.
Pro Jahr besuchen rund 3.000 bis 5.000 Besucher die Mühle.